# Boboty

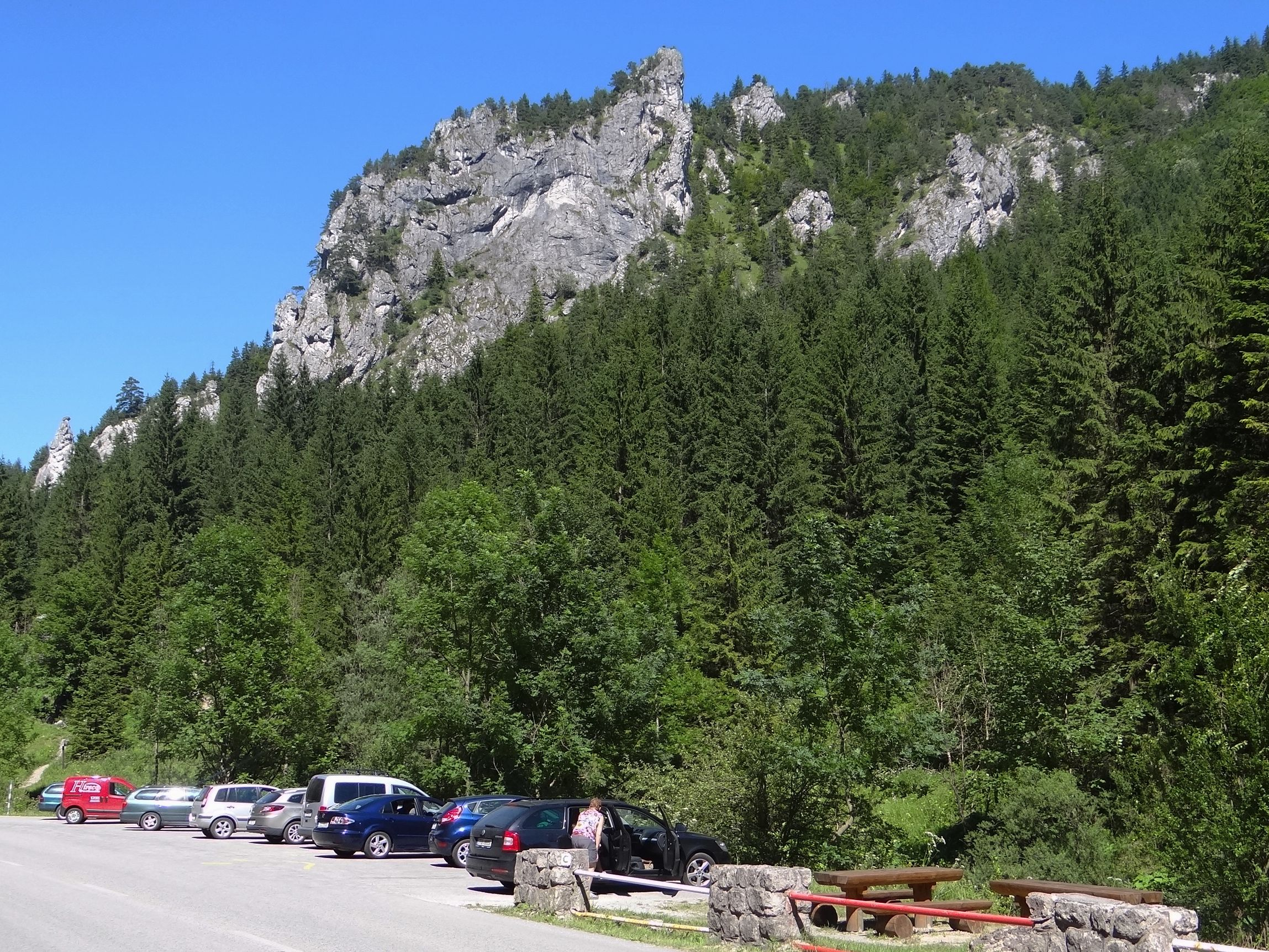
Skały Bobotów w wąwozie Tiesňavy

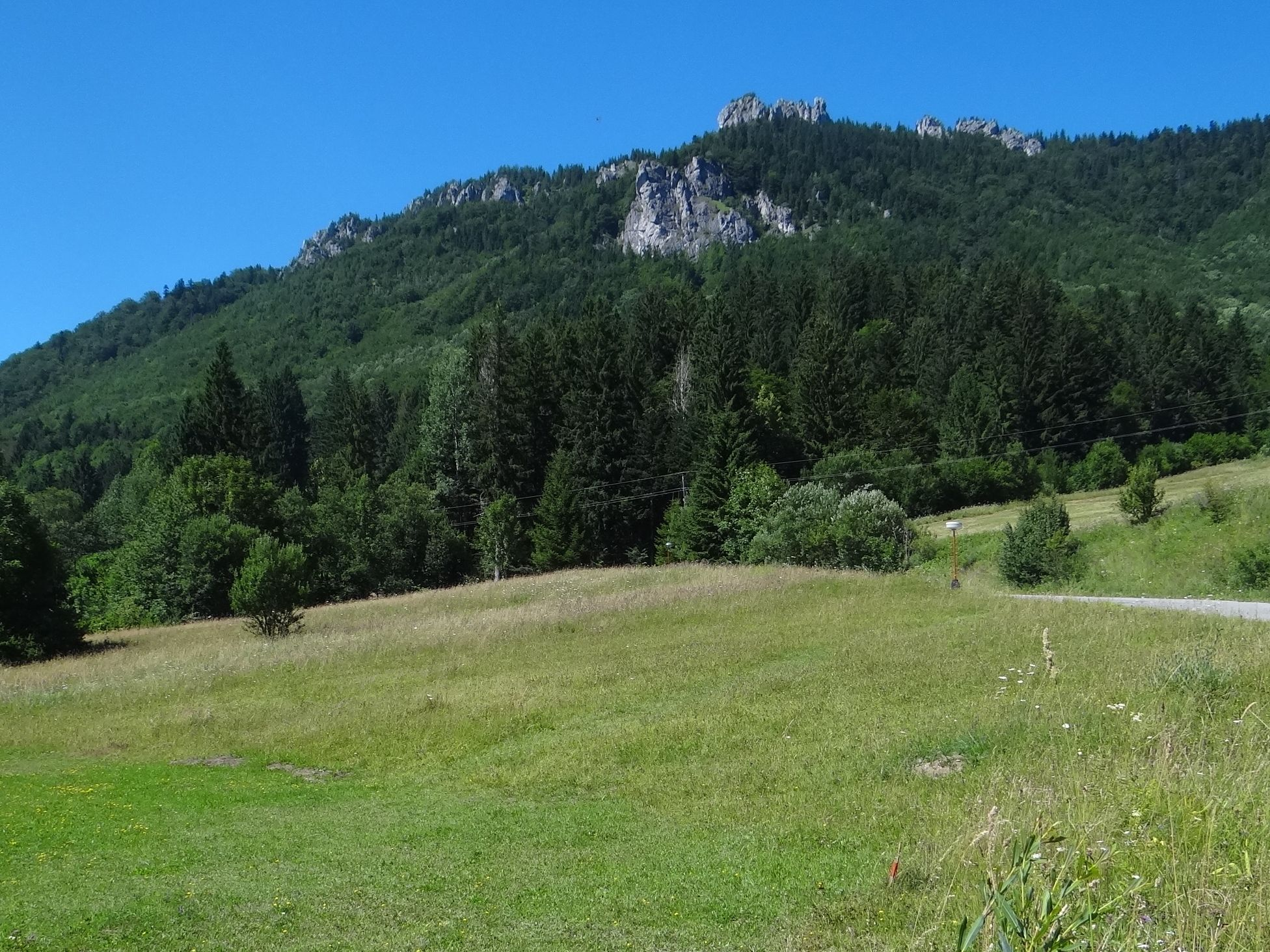
Boboty, widok z Štefanovej

Boboty (1085 m) – masyw górski w tzw. krywańskiej części Małej Fatry w Centralnych Karpatach Zachodnich na Słowacji.

## Położenie
Boboty leżą na samym północnym skraju Małej Fatry. Mają postać krótkiego (ok. 2,5 km) wału górskiego, rozciągniętego w osi wschód-zachód. Od zachodu ogranicza go przełomowy odcinek doliny Vrátňanki, nazywany Cieśniawami (słow. Tiesňavy), natomiast od wschodu – siodło przełęczy Vrchpodžiar (745 m), przez którą Boboty łączą się z masywem Wielkiego Rozsutca. Boboty zamykają od północy część Doliny Wratnej, zwaną Nową Doliną, oddzielając ją od położonej na północ doliny Białego Potoku (słow. Biely potok).

## Geologia – morfologia
Północne i południowe stoki masywu w górnych partiach są bardzo strome, w dolnych – nieco łagodniejsze. Najwyższe partie masywu Bobotów, podobnie jak innych masywów północnych obrzeży Małej Fatry (np. Wielki i Mały Rozsutec od wschodu czy Sokolie od zachodu) są zbudowane z dolomitów tzw. serii choczańskiej. Są to głównie masywne, jasnoszare dolomity z młodszego triasu. Po stronie południowej towarzyszy im wąski pas szarych, warstwowanych wapieni tzw. reiflinskich (czasem z rogowcami) z młodszego/środkowego triasu, a niżej podobny pas ciemnoszarych, warstwowanych dolomitów tzw. gutensteinskich ze środkowego triasu. Najniższe partie tych zboczy, łagodniej opadające ku Nowej Dolinie, budują różnorodne skały pochodzące z młodszej jury lub kredy: różnorodne piaszczyste wapienie i łupki, iłowce, ilaste i margliste łupki i in. Po stronie północnej do głównego masywu dolomitów przylega szeroki pas różnych młodszych skał osadowych z eocenu i/lub oligocenu, opadający ku dolinie Białego Potoku.
Z dolomitowego budulca w długotrwałym procesie erozji powstały charakterystyczne, głęboko modelowane formy skalne w postaci skalnych murów, turni porozdzielanych stromymi żlebkami itp. Utwory te występują wzdłuż grzbietu, który miejscami przybiera formy zbliżone do skalnej grani, a także w zachodniej części masywu, jednak są o wiele mniej widoczne niż na sąsiednim Rozsutcu czy wznoszącym się po drugiej stronie Cieśniaw Sokolim. Pod grzbietem Bobotów, na wysokości 1070 m n.p.m., znajduje się Jaskyňa v Ďurkových skalách, długa na 10 m.

## Przyroda ożywiona
Boboty prawie w całości porośnięte są lasami bukowo-jodłowymi ze znacznym udziałem świerka. Jedynie na północnych stokach, opadających ku dolinie Białego Potoku, znajduje się kilka polan. Na płytszych glebach pojawia się modrzew europejski, a na skalnych półkach nad Dierami reliktowa sosna. W partiach szczytowych spotkamy krzaki kosodrzewiny, a na skalnych urwiskach krzewiaste formy jarząbu mącznego. Podszczytowe formacje skalne, wystawione ku południowi, są siedliskiem wielu gatunków roślin ciepłolubnych.
Cały masyw Bobotów (poza najniższą częścią północnych podnóży) znajduje się na terenie Parku Narodowego Mała Fatra. Górne partie masywu objęte są utworzonym w 1967 r. rezerwatem przyrody Tiesňavy.

## Turystyka
Boboty udostępnia tylko jeden znakowany szlak turystyczny. Zielone znaki wiodą wzdłuż grzbietu od Cieśniaw przez szczyt po przełęcz Vrchpodžiar:
 z Cieśniaw na Boboty 1 h 30 min (z powrotem 1 h);
 z przełęczy Vrchpodžiar na Boboty 1 h 30 min (z powrotem 1 h).
W kilku miejscach z wychodni skalnych w grani grzbietowej (poza tym całkowicie zalesionej) roztaczają się interesujące widoki na otoczenie Doliny Wratnej z Wielkim Rozsutcem, Stohem i Wielkim Krywaniem Fatrzańskim. Z zielonego szlaku na odcinku podejściowym z Cieśniaw piękne widoki na formacje skalne masywu Sokolia.
U południowych podnóży masywu znajduje się hotel „Boboty” – w latach 70. i 80. XX w. najbardziej luksusowa baza noclegowa w Dolinie Wratnej, z restauracją, kawiarnią, winiarnią i krytą pływalnią (na początku I dekady bieżącego wieku gruntownie odremontowany). Poniżej hotelu, niedaleko przystanku autobusowego Vratná – Novy Dvor znajduje się siedziba Horskiej Služby na rejon Małej Fatry.
Na polanach u północnych jak i u południowych podnóży Bobotów – dwa niewielkie ośrodki narciarskie, każdy z kilkoma krótkimi wyciągami narciarskimi.